# Ewen Menachem
Ewen Menachem (hebr. אבן מנחם) – moszaw położony w Samorządzie Regionu Ma’ale Josef, w Dystrykcie Północnym, w Izraelu.

## Położenie
Moszaw Ewen Menachem jest położony na wysokości 611 metrów n.p.m. w północnej części Górnej Galilei. Leży na północnych zboczach góry Har Conam (673 m n.p.m.), po której drugiej stronie teren gwałtownie opada do głębokiego wadi strumienia Saracho. Na północnym wschodzie wznoszą się graniczne góry Har Ajta (700 m n.p.m.), Har Rahav (752 m n.p.m.) i Har Amiram (684 m n.p.m.). Po stronie północnej teren łagodnie opada do wadi strumienia Becet, który spływa w kierunku południowo-zachodnim do wzgórz Zachodniej Galilei i dalej do równiny przybrzeżnej Izraela. Na południowy zachód od moszawu wznosi się góry Har Avi'ad (586 m n.p.m.) i Har Sar Szalom (616 m n.p.m.). Okoliczne wzgórza są zalesione. W odległość 2 km na północ i wschód od moszawu przebiega granica Libanu. W otoczeniu moszawu Ewen Menachem znajdują się miejscowości Fassuta i Mi’ilja, moszawy Szetula, Netu’a, Szomera i Zarit, kibuce Elon i Adamit, wioski komunalne Abbirim, Micpe Hilla i Gornot ha-Galil, oraz arabska wioska Aramisza. Na północnym zachodzie jest położona baza wojskowa Szomera, będąca bazą 300 Brygady Piechoty (rezerwowa) Bar'am. Na północy leżą przygraniczne bazy wojskowe Zarit i Livne, a na północnym wschodzie baza Sztula. Po stronie libańskiej są wioski Ramja, Ajta asz-Szab i Rumajsz.

### Podział administracyjny
Ewen Menachem jest położony w Samorządzie Regionu Ma’ale Josef, w Poddystrykcie Akka, w Dystrykcie Północnym Izraela.

## Demografia
Stałymi mieszkańcami moszawu są wyłącznie Żydzi. Tutejsza populacja jest świecka:

Źródło danych: Central Bureau of Statistics.

## Historia
Pierwotnie w okolicy tej znajdowały się arabskie wioski Ikrit i Tarbicha. W wyniku I wojny światowej cała Palestyna przeszła pod panowanie Brytyjczyków, którzy utworzyli Brytyjski Mandat Palestyny. Przyjęta 29 listopada 1947 roku Rezolucja Zgromadzenia Ogólnego ONZ nr 181 przyznała ten obszar państwu arabskiemu. Podczas wojny domowej w Mandacie Palestyny w 1948 roku w rejonie wiosek stacjonowały siły Arabskiej Armii Wyzwoleńczej. Podczas I wojny izraelsko-arabskiej w październiku 1948 roku Izraelczycy przeprowadzili operację „Hiram”, w trakcie której w dniu 31 października zajęto tutejsze wioski. W pierwszych dniach listopada wysiedlono wszystkich ich mieszkańców, a następnie wyburzono domy. W latach 50. XX wieku Żydzi podjęli pierwszą próbę założenia tutaj osady rolniczej. Warunki życia okazały się jednak na tyle trudne, że po krótkim czasie mieszkańcy porzucili osadę. Współczesny moszaw został założony 13 września 1960 roku przez imigrantów z Afryki Północnej. W dniu 12 lipca 2006 roku doszło do przygranicznego incydentu w Zarit-Szetula. Pod osłoną ostrzału rakietowego moszawu Ewen Menachem, oddział Hezbollahu zabił trzech i wziął do niewoli dwóch żołnierzy izraelskich niedaleko moszawu Zarit. Odbywali oni rutynowy patrol granicy izraelsko-libańskiej. Kolejnych pięciu żołnierzy poniosło śmierć w trakcie nieudanej próby odbicia zakładników. Zniszczeniu uległ także czołg armii izraelskiej. Incydent ten doprowadził do wybuchu II wojny libańskiej, podczas której na moszaw Ewen Menachem spadły rakiety wystrzelone z terytorium południowego Libanu.

### Nazwa
Moszaw został nazwany na cześć Artura Menachema Hantke, działacza Keren ha-Jesod.

## Edukacja
Moszaw utrzymuje przedszkole. Starsze dzieci są dowożone do szkoły podstawowej w moszawie Becet lub szkoły średniej przy kibucu Kabri.

## Kultura i sport
W moszawie znajduje się ośrodek kultury z biblioteką. Z obiektów sportowych jest boisko do koszykówki i piłki nożnej.

## Infrastruktura
W moszawie jest przychodnia zdrowia, sklep wielobranżowy oraz warsztat mechaniczny.

## Turystyka
Okoliczne tereny Górnej Galilei są atrakcyjnym obszarem do turystyki pieszej. W moszawie istnieje możliwość wynajęcia noclegu.

## Gospodarka
Gospodarka moszawu opiera się na drobnym rolnictwie - głównie uprawa oliwek. Część mieszkańców dojeżdża do pracy w pobliskich strefach przemysłowych.

## Transport
Z moszawu wyjeżdża się na południowy wschód na drogę nr 899, którą jadąc na południowy wschód dojeżdża się do moszawu Netu’a, lub jadąc na zachód dojeżdża się do skrzyżowania z drogą nr 8933 (prowadzi na północny wschód do moszawu Szetula, a odchodząca od niej droga nr 8992 prowadzi na północny zachód do moszawu Zarit) i dalej do moszawu Szomera.